# Мехмед Веджихи паша Йозгатли
Мехмед Веджихи паша Йозгатли (на турски: Mehmed Vecîhî Paşa Yozgatlı) е османски офицер и чиновник.

## Биография
Роден е в 1797 година. Става управител на Босненски еялет на 13 юли 1835 (или 23 октомври 1835) година на мястото на Давут паша, като остава на поста до 1840 година (или до януари 1841 г.). От май 1841 до октомври 1841 г. е валия на Караманския еялет в Кония, а от октомври 1841 до август 1842 г. на Диарбекирския. От август 1842 до януари 1845 г. е валия на Алепския, а от 9 април (или март) 1845 до януари 1846 г. на Сидонския еялет. От януари 1846 до февруари 1847 г. е мухафъз на Белградската крепост Калемегдан. От ноември 1847 до август 1848 г. е валия в Мосул, от август 1848 до декември 1850 в Анкара, от декември 1850 до ноември 1851 г. в Багдад, и отново в Анкара от юни 1852 до април 1855 г. Валия на Ерзурум от декември 1855 до януари 1857 г. В периода от октомври 1857 до септември 1858 година е валия на Солунски еялет. От септември 1864 до август 1867 г. е валия на Хиджаз.
Умира в 1867 година.